# トクタ
トクタ（モンゴル語: ᠲᠣᠭᠲᠠᠭᠠ, ラテン文字転写: Toqta, Toqtay, 生年不詳 - 1312年）は、ジョチ・ウルスの第9代当主（ハン、在位：1291年 - 1312年）。漢文史料では脱脱として現れ、アラビア語史料ではトゥークター（アラビア語: توقتا, ラテン文字転写: Tūqtā）、ペルシア語史料ではトゥークターイ（ペルシア語: توقتاى, ラテン文字転写: Tūqtāy）と記される。

## 生涯
第6代当主・モンケ・テムルの五男。母はオルジェイ・ハトゥン（ジョチ家麾下のコンギラト部族の首長サルチダイ・ノヤンとトルイ家のクトクトゥの一人娘ケルミシュ・アカ・ハトゥンの間の娘）。同母兄弟には長兄アルグイがいる。
マムルーク朝の歴史家ヌワイリーによると、当主となった従兄弟のトレ・ブカと西方の有力者ノガイが対立するとノガイと手を結び、その支援によってトレ・ブカ一派を殺害して当主に推戴された。ヌワイリーの史料にはトクタがノガイを頼った理由についてに言及はないが、『集史』はトレ・ブカ兄弟に命を狙われたため、トクタはノガイを頼ったと記している。
即位前、ペレヤスラヴリ公ドミトリーとゴロジェッツ公アンドレイの兄弟がウラジーミル大公の位を争い、ドミトリーはノガイ、アンドレイはサライのハンからの支援をそれぞれ受けていた。即位直後の1292年にアンドレイを筆頭とするルーシ諸侯は、トクタにドミトリーへの制裁を請願した。トクタは最初ノガイと同じくドミトリーの支持を考えていたが、ドミトリーがルーシ内で優位を確立しつつある状況を踏まえてアンドレイ側に与し、兄のトデゲンを指揮官とする軍隊をウラジーミルに派兵した。トデゲンとアンドレイ、ヤロスラヴリ公フェオドルたちはウラジーミルを占領し、スーズダリ・ペレヤスラヴリ・モスクワなど周辺の14の都市を破壊、略奪した。このトデゲンの侵入は、曾祖父バトゥの大遠征以来ルーシ諸侯がモンゴルより受けた軍事的制裁の中で最大のものであった。
即位後のトクタは岳父であるコンギラト部のサルジダイを重用した。サルジダイはノガイとも縁戚関係にあったが、両者は信仰の相違で対立した。トクタはノガイからサルジダイの引き渡しを要求されたが、トクタはこれを拒絶した。またトクタの元から逃亡した将校の身柄をノガイが保護したことで両者の関係は悪化し、ヒジュラ暦697年（西暦1297年 - 1298年）にトクタとノガイの軍事衝突が始まった。トクタは1299年にノガイを死に追いやり、ヒジュラ暦701年（西暦1301年 - 1302年）にノガイの末子トライの処刑をもってノガイ一族との内戦を終結させた。
トクタ本人はムスリムではなかったが、宗教に対しては公平であり、ムスリム学者を信任した。外交面ではイルハン朝のガザン、オルジェイトゥの即位に対して祝賀の使節を続けて送り、父モンケ・テムル以来の政策を維持した。またカッファのジェノヴァ人と北方の異教徒が自国の児童を攫ってイスラム諸国に奴隷として転売しているという領民の訴えを聞き入れて、その報復として1307年にカッファへ派兵した。財政面では1310年に貨幣改革を実行し、ジョチ・ウルス統治下の諸地方で外形・重量・市価の異なる貨幣を統一した。
トクタは家庭的には不幸であり、2人の子はトクタの統治政策に反対して乱を起こし国を追われた。トライに唆されてトクタに反旗を翻した弟サライ・ブカを処刑、サライ・ブカと共に反乱を起こした兄ブルルクは国外に亡命した。トクタの死後、甥のウズベクが跡を継いだ。
ウズベクの簒奪を記録する史料は少なくない。マムルーク朝の歴史家ドゥクマク、ジャライル朝の史料であるアル＝アハリー『シャイフ・ウヴァイス史』ドーソン『モンゴル帝国史』は、ウズベクがイル・バサルをはじめとするトクタの一族を殺害して当主に即位したとある。ウズベクの即位に好意的であるウテミシュ・ハージーの『チンギズ・ナーマ（ドスト・スルタン史）』は、トクタは子のイル・バサルに跡を継がせるためイル・バサル以外の一族を根絶やしにするが、イル・バサルは早世し、粛清から生き延びたウズベクを後継者に指名したと伝える。